# Xysticus californicus
Xysticus californicus là một loài nhện trong họ Thomisidae.
Loài này thuộc chi Xysticus. Xysticus californicus được Eugen von Keyserling miêu tả năm 1880.